# ريباديسيا
بلدية ريباديسيا (بالإسبانية: Ribadesella) هي بلدية تقع في منطقة أستورياس شمال غرب إسبانيا.

## الديموغرافيا
بلغ عدد سكان بلدية ريباديسيا 6.242 نسمة عام 2011 (وفقاً للمعهد الوطني للإحصاء الإسباني).
| 6.295 | 6.291 | 6.270 | 6.205 | 6.286 | 6.296 | 6.242 |

## أعلام
- ريكاردو أرمبراستر
- مانويل فرنانديز
- فرانثيسكو ييرا بلانكو